# Rozgrzeszenie (film 1978)
Rozgrzeszenie – brytyjski thriller z 1978 roku oparty na faktach.

## Obsada
- Richard Burton – Ksiądz Goddard
- Dominic Guard – Benjamin 'Benjie' Stanfield
- David Bradley – Arthur Dyson
- Billy Connolly – Blakey
- Andrew Keir – Headmaster
- Willoughby Gray – Brygadier Walsh
- Preston Lockwood – Ksiądz Hibbert
- James Ottaway – Ksiądz Matthews
- Brook Williams – Ksiądz Clarence
- Jon Plowman – Ksiądz Piers
- Robin Soans – Ksiądz Henryson
- Trevor Martin – Pan Gladstone
- Sharon Duce – Louella

## Fabuła
Ksiądz Goddard udziela spowiedzi w katolickiej szkole. Podczas jednej z nich Benjamin Stanfield wyznaje mu, że przypadkowo zabił swojego kolegę Arthura Dysona i zakopał jego ciało w lesie. Ksiądz zaczyna na własną rękę prowadzić dochodzenie i znajduje w lesie stracha na wróble. Wkrótce chłopak znów przystępuje do spowiedzi i mówi, że poprzednie wyznanie było żartem. Ale ksiądz ma wątpliwości. Znów idzie do lasu i tam znajduje ciało ucznia. Stanfield zaprzecza wszystkiemu i wszędzie, poza konfesjonałem...